# Эрдели, Феодосий Петрович
Феодосий (Федосей) Петрович Эрдели (1815—1871) — генерал-майор русской императорской армии.

## Биография
Происходил из дворян Херсонской губернии; родился 20 января (1 февраля) 1815 года в селе Устиновка Елисаветградского уезда Херсонской губернии в многодетной семье морского офицера штабс-капитана Петра Яковлевича (около 1770—1830) и его жены Марии Ивановны (1786—1837), дочери секунд-майора Ивана Христофоровича Ставровича. В семье Эрдели было двенадцать детей: 5 дочерей и 7 сыновей. Сыновья Пётр, Павел, Николай и Христофор — стали военными моряками, Феодосий — служил в русской императорской армии.
Воспитывался в Дворянском полку, откуда был выпущен в 1834 году корнетом в лейб-гвардии Кирасирский полк. Через 11 лет, в чине ротмистра он был прикомандирован к Ставропольскому казачьему полку и в течение восьмилетнего пребывания на Кавказе участвовал с ним во многих экспедициях против горцев, начиная с Даргинского похода; 14 июня 1845 года при движении главного чеченского отряда к Шуани он был контужен осколком гранаты в голову, а вечером того же числа, при занятии Шуанинских высот, ранен двумя пулями. По возвращении с Кавказа Эрдели снова поступил в прежний полк, в котором оставался до назначения в 1858 году асессором в состав военно-судной комиссии, учреждённой в Елизаветграде над бывшими командирами округов Херсонского поселения. В 1860 году за отличие на службе он был произведён в полковники и переведён в Черниговский драгунский полк.
В 1863 году Ф. П. Эрдели был назначен командиром Малороссийского конного казачьего № 2 полка Полтавской губернии. Когда после усмирения польского восстания малороссийские казачьи полки были расформированы, Эрдели был отчислен (14 декабря 1864 г.) по кавалерии, но уже через месяц был назначен командиром 13-го гусарского Нарвского полка. В 1868 году, вследствие болезни от ран, полученных на Кавказе, Эрдели был уволен в заграничный отпуск, с отчислением по кавалерии и в запасные войска, и в том же году был произведён в генерал-майоры.
С 1870 года состоял для особых поручений при наказном атамане войска Донского.
Умер 10 (22) января 1871 года.